# Nahpoite
La nahpoite è un minerale.